# Metaneira (Mythologie)

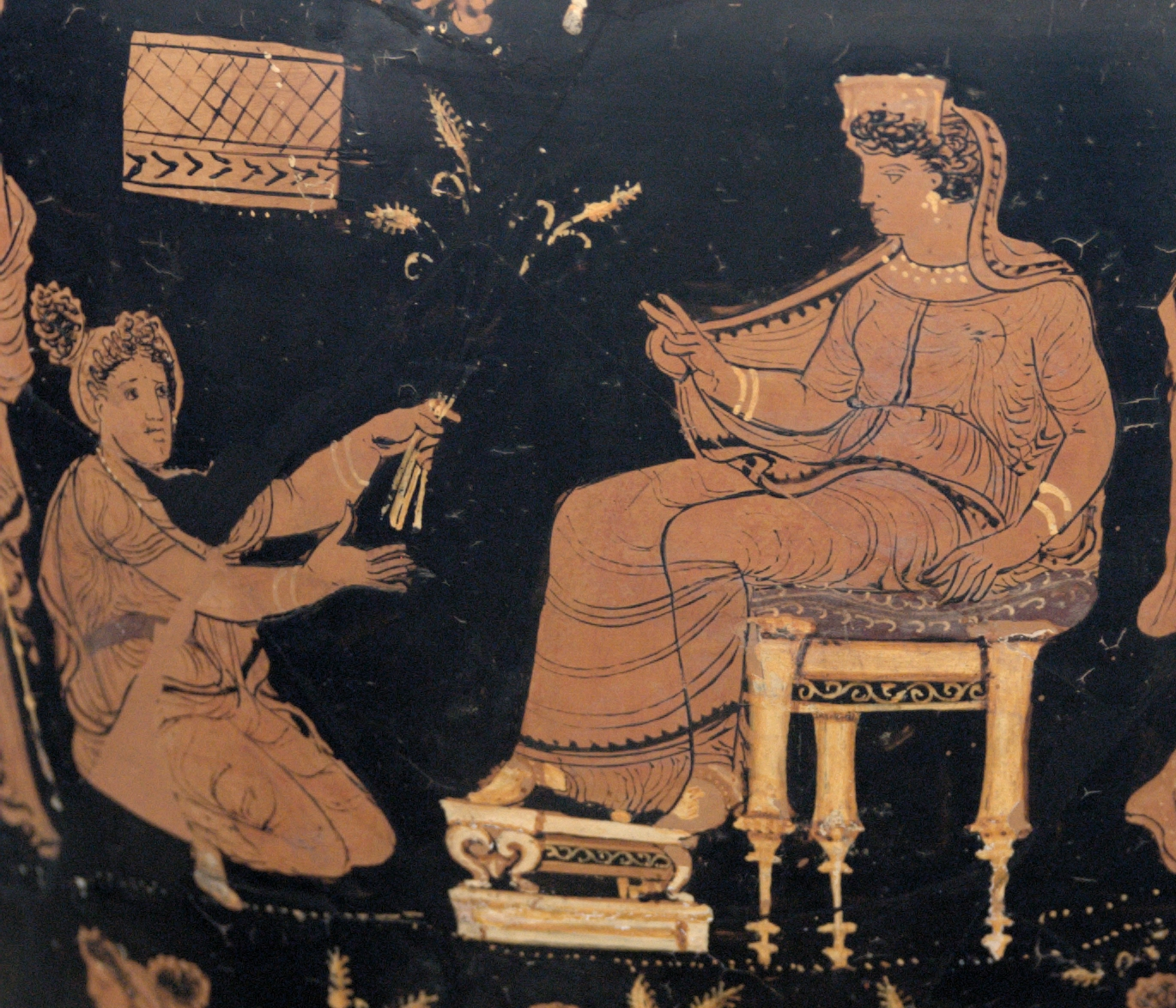
Demeter und Metaneira, Detail einer apulisch-rotfigurigen Hydria, Antikensammlung Berlin (1984.46)

Metaneira (altgriechisch Μετάνειρα Metáneira) ist in der griechischen Mythologie die Frau des Keleos und die Mutter des Demophon und des Triptolemos. Sie nahm die Göttin Demeter bei ihrer Ankunft in Attika auf.
In gleicher Rolle erscheint bei Ovid und Antoninus Liberalis eine Frau namens Misme, Mutter des Askalabos. Auch sie nimmt die Göttin auf und reicht ihr den Kykeon, einen Mischtrank, den die Erschöpfte gierig austrinkt, worauf sie von Askalabos verspottet wird. Die zornige Göttin verwandelt darauf den Askalabos in eine Eidechse. Nach Meinung von Karl Müller ist Misme mit der orphisch-eleusinischen Mise zu identifizieren.